# Success Auto-Buggy Manufacturing Company

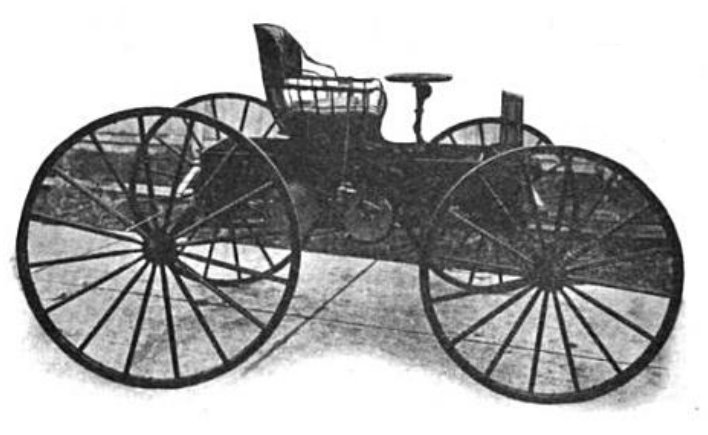
1906 Success High Wheeler

Die Success Auto-Buggy Manufacturing Company in St. Louis in Missouri in der De-Ballviere-Avenue 532 war ein US-amerikanischer Automobilhersteller.

## Geschichte
Das Unternehmen wurde von John C. Higdon gegründet, der bereits 1896 ein Automobil gebaut hatte, das er allerdings nicht vermarkten wollte und öffentlich zum Kopieren freigab. Zunächst fertigte man einen hochrädrigen Runabout mit 1575 mm Radstand, der mit einem Verkaufspreis von nur 250 US-Dollar auch für einen Highwheeler außerordentlich preiswert war.
Dieser Success Modell A hatte einen luftgekühlten Einzylinder-Ottomotor neben dem rechten Sitz eingebaut, stählerne Radreifen (Gummireifen kosteten 25 Dollar Aufpreis), zweistufiges Planetengetriebe und Kettenantrieb zum rechten Hinterrad. Geschwindigkeiten von 6,5 km/h bis 29 km/h waren realisierbar und der Benzinverbrauch lag bei 4,25 l / 100 km. Später kamen weitere Modelle mit Radständen bis zu 2438 mm dazu, die auch als Surrey oder Kastenwagen angeboten wurden.
Der günstige Preis wurde nicht gehalten; spätere, etwas aufwendiger gebaute Highwheeler kosteten bis 500 Dollar; das Sportmodell „F“ mit Vierzylindermotor sogar 800 Dollar.
Success hielt verschiedene Patente an Komponenten seiner Fahrzeuge und vergab darauf Lizenzen an andere kleine Automobilbauer. Das Unternehmen verklagte die Economy Motor Car Company in Fort Wayne und die W. H. Kiblinger Company, beides Mitbewerber aus Indiana im Highwheeler-Markt, auf Patentverletzung ein. Das wurde Higdon nach seiner früheren Einwilligung zum Kopieren von Teilen in der Fachpresse übel genommen. Seine Success Automobile Manufacturing Company musste allerdings 1909 Insolvenz anmelden, ehe es zu einem Urteil kam.
Bis dahin hatte die Firma etwa 600 Automobile gebaut.

## Modelle
| Modell | Bauzeitraum | Zylinder | Leistung               | Radstand (mm) | Aufbauten                                             |
| ------ | ----------- | -------- | ---------------------- | ------------- | ----------------------------------------------------- |
| A      | 1906        | 1        | 3 bhp (2,2 kW)         | 1575          | Runabout 2 Sitze                                      |
| B      | 1907–1908   | 1        | 4 bhp (2,9 kW)         | 1575          | Runabout 2 Sitze                                      |
| C      | 1907–1909   | 2 Reihe  | 10–12 bhp (7,4–8,8 kW) | 1829          | Runabout 2 Sitze, Surrey 4 Sitze, Lieferwagen 2 Sitze |
| D      | 1909        | 2 Reihe  | 18 bhp (13,2 kW)       | 2032          | Surrey 4 Sitze                                        |
| E      | 1909        | 2 Reihe  | 16 bhp (11,8 kW)       | 2438          | Runabout-Cabriolet 2 Sitze                            |
| F      | 1909        | 4 Reihe  | 24 bhp (17,6 kW)       | 2134          | Runabout 2 Sitze                                      |